# Sandoces
Sandoces (Sandoces, Σανδώκης) fou un jutge reial persa que va viure sota Darios I el Gran i va dictar una sentència injusta després de rebre un suborn; el rei se'n va assabentar i el va condemnar a la crucifixió però just abans de l'execució el rei va decidir que els seus serveis anteriors compensaven el crim i el va perdonar.
El 480 aC fou governador de Cime a Eòlia i en aquest any, en la invasió persa de Grècia, va dirigir un esquadró de 15 vaixells, que finalment van ser capturats pels grecs en aigües d'Artemísion.